# Socotrabussard
Der Socotrabussard (Buteo socotraensis) ist ein Greifvogel aus der Familie der Habichtartigen (Accipitridae).
Er wurde früher als Unterart (Ssp.) des Mäusebussards (Buteo buteo) angesehen und als B. b. socotrae bezeichnet.
Im Jahre 2010 wurde die Art durch R. F. Porter & G. M. Kirwan vom Adlerbussard (Buteo rufinus) abgespalten.

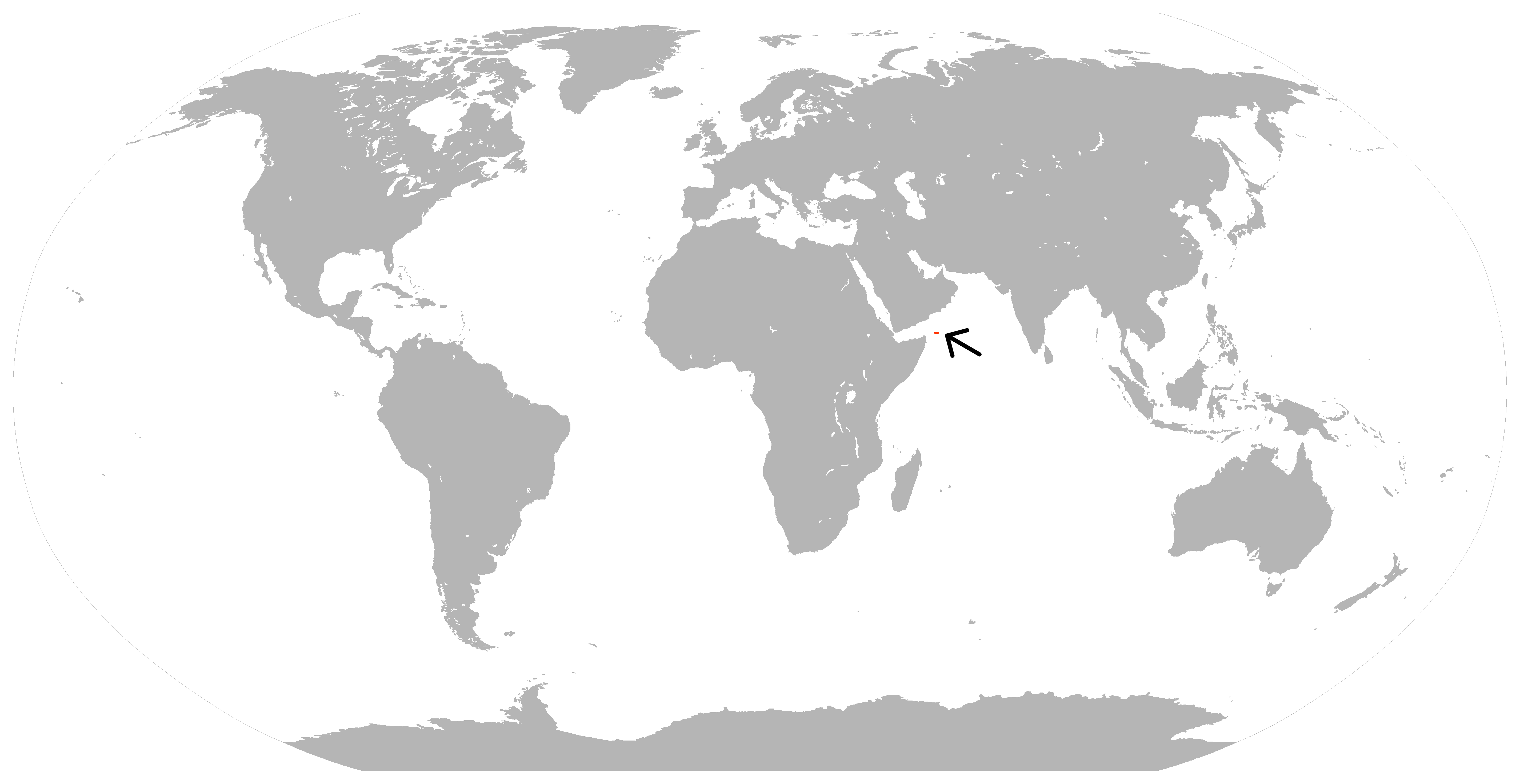
Verbreitungsgebiet

Dieser Bussard ist endemisch auf Sokotra und dort Standvogel.
Der Lebensraum umfasst Hochebenen und Bergausläufer mit Tälern, gerne steile Klippen meist zwischen 150 und 800, mitunter bis 1370 m Höhe.
Der Artzusatz bezieht sich auf die Inselgruppe Sokotra.

## Merkmale
Die Art ist etwa 50 cm groß und  wiegt zwischen 500 und 1000 g. Dieser mittelgroße Bussard hat relativ kurze, kompakte Flügel, Scheitel und Oberseite sind braun, die Flügeldecken haben einen blassen Spiegel an der Basis der äußeren Handschwingen. Der Schwanz ist blass grau mit 10 bis 12 dunklen, schmalen Binden und einer breiteren Subterminalbinde. Die Unterseite ist hell, gebändert und braun gefleckt. Die Brust weist kein hufeisenartiges Muster auf, die Flügelunterseite ist am Hinterrand und an den Spitzen dunkel. Ein deutlicher dunkelbrauner Karpalfleck hebt sich deutlich ab. Die Iris ist dunkelgelb bis braun, der Schnabel schwärzlich-grau, die Wachshaut gelb. Die Beine sind hellgelb, die Krallen dunkel. Die Geschlechter unterscheiden sich kaum.
Gegenüber ähnlichen Bussarden wie Mäusebussard, Adlerbussard und Bergbussard (Buteo oreophilus) erfolgt die Unterscheidung anhand Einzelheiten des Gefieders, insbesondere der Flügeloberseite, der Karpalregion, des Schwanzes und der Brust.
Jungvögel haben etwas orange bis gelbbraun auf der Wange, dem Überaugenstreif und im Nacken sowie schmale orange bis gelbliche Spitzen der Flügeldecken. Die Oberseite ist etwas gelbbraun, die Unterseite blass cremefarben mit weniger ausgeprägten dunklen Markierungen. Im Fluge fehlt der Spiegel am Flügel, der Karpalfleck ist kleiner, die Bänderung der Armschwingen ist deutlicher.
Die Art ist monotypisch.

## Stimme
Der Ruf wird als hohes „peeeoo“, sehr ähnlich dem seiner Verwandten, beschrieben.

## Lebensweise
Die Nahrung besteht vermutlich aus Reptilien und Wirbellosen, die hauptsächlich von einem Ansitz aus gejagt werden. Gelegentlich wurden auch Suchflüge beobachtet.
Die Brutzeit liegt zwischen Oktober und April. Das Nest besteht aus Zweigen. Das Gelege besteht aus 1 bis 3 Eiern.

## Gefährdungssituation
Die Art gilt als gefährdet (Vulnerable) aufgrund des kleinen Verbreitungsraumes, die Population selbst wird als stabil angesehen.